# Xumilikha
Xumilikha (en rus: Шумилиха) és un poble de l'óblast de Vladímir, a Rússia, segons el cens del 2012 tenia 11 habitants. Pertany al districte municipal de Múrom.